# 吉姆·埃尔德
吉姆·埃尔德（英語：Jim Elder，1934年7月27日—），加拿大男子马术运动员。他曾代表加拿大参加1956年、1960年、1968年、1972年、1976年和1984年夏季奥林匹克运动会马术比赛，获得一枚金牌和一枚铜牌。